# Herpelidae
A Herpelidae a kétéltűek (Amphibia) osztályába és a lábatlan kétéltűek (Gymnophiona) rendjébe tartozó család. A nemeket és fajokat 2014-ben morfológiai és molekuláris vizsgálatok eredményeként választották le a féreggőtefélék (Caeciliidae) családjából.

## Rendszerezés
A családba az alábbi nem és fajok tartoznak.
- Boulengerula (Tornier, 1996) – 7 faj
  - Boulengerula boulengeri Tornier, 1896
  - Boulengerula changamwensis Loveridge, 1932
  - Boulengerula denhardti Nieden, 1912
  - Boulengerula fischeri Nussbaum & Hinkel, 1994
  - Sagala-féreggőte (Boulengerula niedeni) Müller, Measey, Loader & Malonza, 2005
  - Boulengerula spawlsi Wilkinson, Malonza, Campbell & Loader, 2017
  - Boulengerula taitana Loveridge, 1935
  - Boulengerula uluguruensis Barbour & Loveridge, 1928

- Herpele (Peters, 1880) – 2 faj
  - Herpele multiplicata
  - Herpele squalostoma